# 鏡の中のモンスター
鏡の中のモンスター（Monster in The Mirror）は、PBSのテレビ番組「セサミストリート」のマペットキャラクターであるグローバーが歌った挿入歌である。この曲の作詞はノーマン・スティールズ、クリストファー・サーフは作詞・作曲を担当した。
1989年にはこの曲の著作権が取得され、第2689話『Fire at 123, part 1』（アメリカ放送日:1990年2月22日）で初めて放送された。
この曲のミュージックビデオは、ローラ・ディ・トラーパニが監督、ジム・ブラッシュフィールドが制作をし、1993年の特別番組『セントラルパークでシング・シング・シング（Sesame Street: 25 Wonderful Years）』で放送され、1994年の特別番組『セサミストリート危機一髪（Sesame Street's All-Star 25th Birthday: Stars and Street Forever）』でも放送された。
この曲を収録した音楽CD『プラチナム・オールタイム・フェイバリッツ（Sesame Street: Platinum All-Time Favorites）』が1995年8月22日に発売された。
2017年にはYoutubeにてアニメーションバージョンのミュージック・ビデオも公開された。ミュージックビデオの中では、グローバーが『朝起きて鏡を見たとき、モンスターが出ても怖がらずにみんなでワバワバしよう!』という内容がつまっている。このコーナーの映像としては、モンスターだけのバージョン（第2689話）と有名人バージョン（第2835話）が存在する。

## 歌唱
| 曲名               | 原題                  | 担当歌手・パペティア             |
| ------------------ | --------------------- | -------------------------------- |
| 鏡の中のモンスター | Monster in The Mirror | グローバー（英：フランク・オズ） |

日本ではザ・シンプソンズがFOXとWOWOWで放送されていたが、どういう形で処置されたかは不明。
このコーナーの歌の最後、バートがグローバーに向かって「やーい、ワバ男！」と叫んでからかうと、ホーマーが「バート！」と叱って終わった。

## 参加された有名人とキャラクター
| ゲスト俳優 |
| --- |
| ロビン・ウィリアムズ |
| キャンディス・バーゲン |
| ウーピー・ゴールドバーグ |
| ジュリア・ロバーツ |
| ザ・シンプソンズのシンプソン一家ホーマー（ダン・カステラネタ） マージ（ジュリー・カブナー） バート（ナンシー・カートライト） リサ（イヤードリ・スミス） マギー（歌わず） |
| レイ・チャールズ |
| チャビー・チェッカー |
| タイン・デイリー |
| ボー・ジャクソン |
| グレン・クローズ |
| ルー・ダイアモンド・フィリップス |
| マルコム・ジャマル・ワーナー |
| ジェフ・ゴールドブラム |
| ジーナ・デイビス |
| トレイシー・ウルマン |
| ティム・ロビンス |
| カディーム・ハドソン |
| ジェフ・L・スミス |
| ロバート・マクニール |
| シャーレイン・ハンター・ゴールト |